# کارمینا بورانا

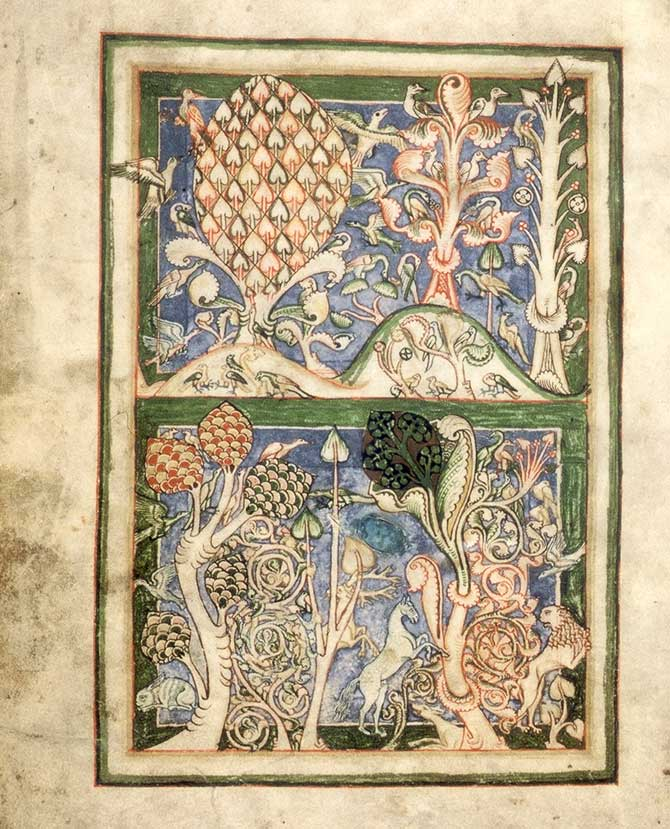
دست‌نوشته‌ای از کارمینا بورانا در سدهٔ ۱۳ تا ۱۴ میلادی

کارمینا بورانا (به لاتین: Carmina Burana) قطعهٔ آوازی یا کانتاتا اثر کارل ارف است . کتاب کارمینا بورانا یک کتاب خطی است . شامل مجموعه‌ای از 254 شعر و متون نمایشی است که بیشتر آنها در قرن 11 و 12 میلادی و تعدادی هم در قرن 13 میلادی نوشته شده اند . این کتاب در سال ۱۸۰۳ میلادی در ایالت «باواریا» ی آلمانِ امروز پیدا شده‌ است. نسخهٔ اصلی این مجموعه ۱۱۹ صفحه داشته و گویا سه شاعر مختلف آن را سروده‌اند. کارمینا بورانا (سروده‌های بورانا) توسط کارل ارف در بین سال‌های ۱۹۳۵ و ۱۹۳۶ ساخته شده‌است.
این قطعه براساس ۲۴ شعر که در مجموعهٔ اشعار کارمینا بورانا مربوط به قرون وسطا، به دست آمده، ساخته شده‌اند.
نام لاتینی که ارف روی سرودها گذاشت، عبارت زیر بود:
«سرودهای ضدروحانی برای خواننده و کُر که باید با آلات مربوطه و تصاویر جادویی اجرا شوند.»

## واژه‌شناسی
کارمینا یعنی سروده‌ها و بورانا برابر لاتین واژهٔ ژرمنی بویرن Beuern است که از ریشه bur به معنی «خانهٔ کوچک» می‌آید.
نام دقیق‌ترش کانتات (کانتاتا) Cantata کارمینا بورانا است.
معروفترین بخش این اپرا، قطعه آغازین و همچنین پایانی آن با نام او فورتونا است.
در واقع کارمینا بورانا مجموعه‌ای در قالب یک کتاب خطی است که در سال ۱۸۰۳ میلادی در ایالت Bavaria «باواریا» ی آلمان امروز پیدا شده، نسخه اصلی این مجموعه ۱۱۹ صفحه داشته و گویا سه شاعر مختلف آن را سروده‌است. مجموعه فوق شش فصل داشته و فصل اول آن که مربوط به سرودهای مذهبی است گم شده‌است.
کارمینا بورانا سمفونی نیست و چنانچه به اشتباه نوشته‌اند، اپرا هم نیست. قطعه‌ای است که می‌توان به آن نام کانتات (کانتاتا) داد ولی بهتر است طبق نظر خود کارل ارف آن را تنها «کارمینا بورانا» بنامیم.

## متن
کارل ارف در ابتدا با متن اشعار در انتشارات جان آدینگتون سیموندز آشنا شد. شراب، زن، و ترانه که شامل ترجمه انگلیسی ۴۶ شعر از مجموعه می‌شد. میشل هافن یک دانشجوی جوان حقوق و علاقه‌مند به زبان‌های لاتین و یونانی، کارل ارف را در انتخاب و سازماندهی ۵۴ شعر از این اشعار، یاری کرد؛ تا آن‌ها را به زبان‌های لاتین و آلمانی قرون وسطا تبدیل کند. این گزیده، محدوده وسیعی از موضوعات دنیوی را شامل می‌شود. آن دو ابیاتی را انتخاب کردند که در قرن سیزدهم به اندازهٔ امروزه ملموس و آشنا هستند: بی‌ثباتی دارایی و ثروت، بی‌دوام بودن طبیعت زندگی، خوشحالی برگشت بهار، لذات و خطرات شرابخواری، شکم پرستی و قماربازی.

## ساختار
کارمینا بورانا بر اساس ۵ بخش بزرگ که هر کدام دارای موومانهای خاص خود هستند، تشکیل شده‌است. کارل ارف بین موومان‌ها از نشانهٔ آتاکا استفاده کرده‌است.
- او فورتونا، ملکه جهان[۸]
- بهار – شامل بخش درونی در میان چمنزار
- در میخانه[۹]
- بارگاه عشق[۱۰]
- بلانزیفلور و هلنا[۱۱]

بسیاری از قطعات بر اساس باور چرخش چرخ فُرچونا (سرنوشت و تقدیر) پایه‌گذاری شده‌اند. نقش چرخ که در صفحه اول مجموعه بورانا است شامل ۴ عبارت می‌شود که در اطراف چرخند:
من حکم رانی می‌کنم، من حکم رانی کرده‌ام، من بدون سلطنت هستم، من حکمرانی خواهم کرد. 
در هر صحنه، و گاهی در یک حرکت جزئی، چرخ فورتونا می‌چرخد: خوشحالی به ناراحتی تبدیل می‌شود، و امید به رنجش. ای فورتونا، اولین شعر در نسخه اسچملر، دایره را کامل می‌کند؛ با شکل‌دادن یک قاب برای نمایش به وسیلهٔ حرکات شروع‌کننده و پایان بخش.

## سبک موسیقی وار
سبک کارل ارف تمایل به صریح‌گویی دارد. بسط و گسترش (دِولوپمان) به روش کلاسیک بسیار کم است یا اصلاً وجود ندارد. همچنین نبود پولی فونی کاملاً مشهود است. اصلی‌ترین ویژگی بارز قطعه ریتم است. تغییرات متر نیز به گونه‌ای است که گاه در هر میزان نسبت به میزان قبلی عددمیزان تغییر می‌کند. ویژگی بارز دیگر قطعات بسیار سخت برای خوانندگان سولو است.